# Neochromaphis coryli
Neochromaphis coryli är en insektsart. Neochromaphis coryli ingår i släktet Neochromaphis och familjen långrörsbladlöss. Inga underarter finns listade i Catalogue of Life.